# Naturschutzgebiet Aske

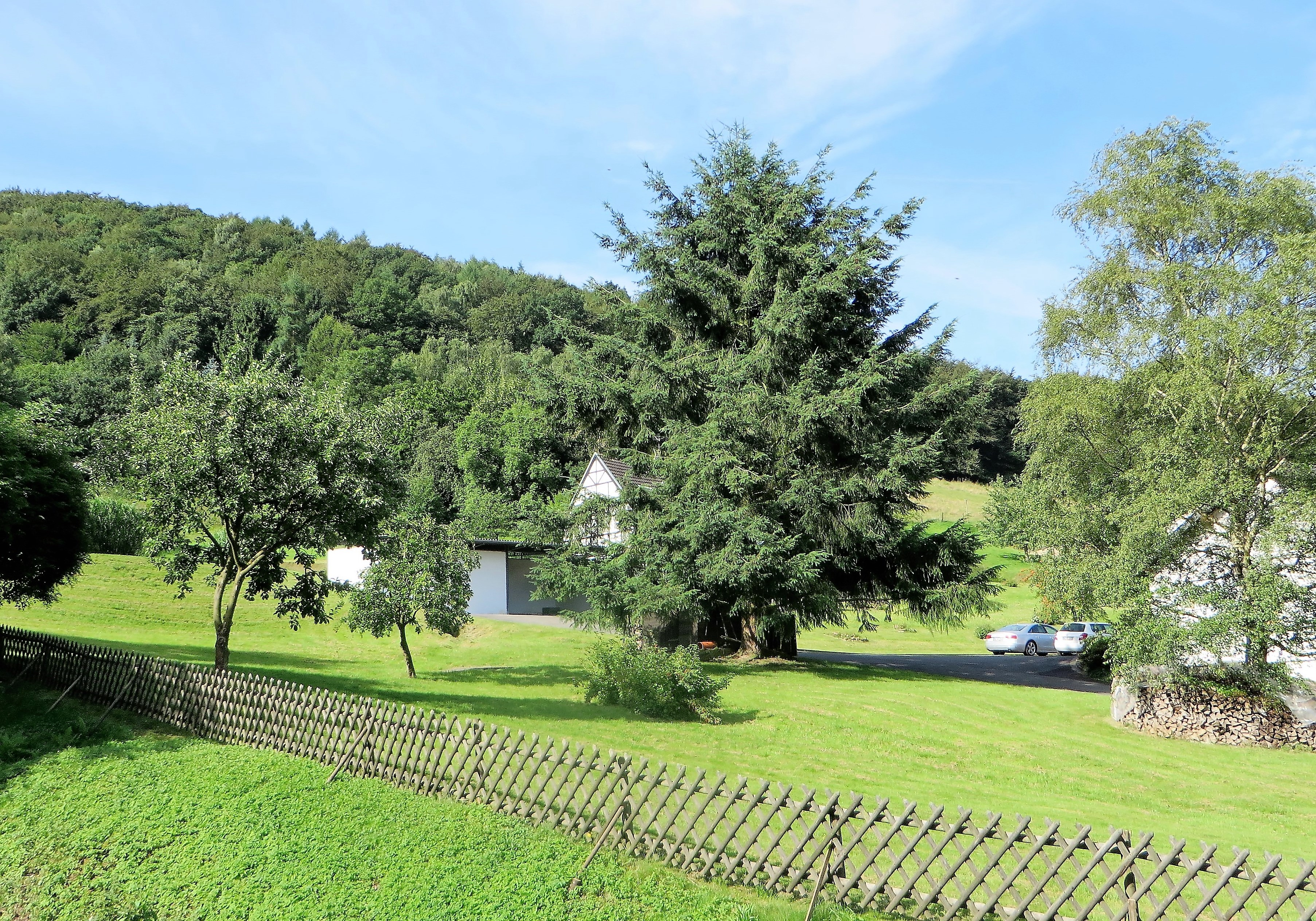
Naturschutzgebiet Aske im Hintergrund

Das Naturschutzgebiet Aske mit einer Flächengröße von 41,50 ha befindet sich auf dem Gebiet der kreisfreien Stadt Hagen in Nordrhein-Westfalen. Das Naturschutzgebiet (NSG) wurde 1994 mit dem Landschaftsplan der Stadt Hagen vom Stadtrat von Hagen ausgewiesen. Es liegt im Stadtteil Haspe. Es besteht aus zwei Teilflächen. Das NSG geht bis an die Stadtgrenze. Im Ennepe-Ruhr-Kreis und in den Städten Gevelsberg und Ennepetal grenzt direkt das Naturschutzgebiet Gevelsberger Stadtwald an. Beide NSG's gehören zum FFH-Gebiet Gevelsberger Stadtwald. Im Osten grenzt das Landschaftsschutzgebiet Im Lonscheid an.

## Gebietsbeschreibung
Das NSG umfasst großflächige Hainsimsen-Buchenwälder mit Kerbtälern und naturnahen Bachläufen mit bachbegleitende Erlen-Eschenwälder stocken. Es gibt auch ehemalige Eichen-Birken-Niederwälder. Auch Waldbereiche mit Bergahorn, Weymouthkiefern, Fichten und Lärchen kommen vor. Zusätzlich zum Wald gibt es Bereiche mit Obstweiden und in breiteren Tälern Weiden und brachgefallene Feuchtweiden.

## Schutzzweck
Das NSG wurde zur Erhaltung und Wiederherstellung von Lebensgemeinschaften oder Lebensstätten bestimmter wildlebender Pflanzen- und wildlebender Tierarten sowie zur Erhaltung und Entwicklung überregional bedeutsamer Biotope seltener und gefährdeter sowie landschaftsraumtypischer wildlebender Pflanzen- und wildlebender Tierarten von europäischer Bedeutung als Naturschutzgebiet ausgewiesen.